# 瀼溪镇
瀼溪镇，是中华人民共和国江西省九江市彭泽县下辖的一个乡镇级行政单位。

## 行政区划
浪溪镇下辖以下地区：
浪溪社区、百圩村、麻山村、阳光村、丰岭村、港下村、大桂村和新建生活区。